# Person or Persons Unknown
Person or Persons Unknown is een aflevering van de Amerikaanse televisieserie The Twilight Zone.

## Plot
Wanneer David Gurney op een ochtend wakker wordt, blijkt dat niemand zich hem kan herinneren. Zijn vrouw, zijn collega’s en zelfs zijn eigen moeder doen alsof hij een vreemdeling is. Ook blijken alle bewijzen aan zijn identiteit te zijn verdwenen.
Al snel wordt David voor gek verklaard en opgenomen in een inrichting. David slaagt erin te ontsnappen en gaat op zoek naar zijn verloren identiteit. Hij vindt een foto met daarop zichzelf en zijn vrouw, maar wanneer hij de foto aan de politie toont is zijn vrouw opeens verdwenen en staat enkel David zelf nog op de foto.
David laat zich verslagen op de grond vallen en wordt vervolgens wakker in zijn bed. Alles wat maar een nachtmerrie. Zijn vrouw is al opgestaan en is nu in de badkamer. Wanneer ze tevoorschijn komt, krijgt David echter de schrik van zijn leven: hoewel zijn vrouw praat en handelt zoals ze altijd doet, lijkt ze qua uiterlijk totaal niet meer op de vrouw die hij kent.

## Rolverdeling
- David Gurney: Richard Long
- Dr. Koslenko: Frank Silvera
- Wilma nr. 1: Shirley Ballard
- Wilma nr. 2: Julie van Zandt
- Kantoormedewerkster: Betty Harford
- Sam Baker: Ed Glover
- Politieagent: Michael Keep
- Bewaker in de bank: Joe Higgins
- Mr. Cooper: John Newton